# Ferdinand IV av Toscana
Ferdinand IV, storhertig av Toscana (italienska: Ferdinando IV, Granduca di Toscana), född 10 juni 1835 i Florens, död 17 januari 1908 i Salzburg, var son till Leopold II, storhertig av Toscana.

## Biografi
Ferdinand flydde efter revolutionens utbrott i Florens 1859 till Bologna och därifrån till Österrike. Efter faderns abdikation samma år antog han titeln storhertig av Toscana och protesterade mot Toscanas införlivande i det nya kungariket Italien.
Han dog i Salzburg.

## Familj
Han gifte sig två gånger:
1) med prinsessan Anna av Sachsen (1836–1859), dotter till kung 
Johan I av Sachsen. 
Barn:
- Maria Antoinetta av Toscana (1858–1883) ogift, dog i tuberkulos.

2) med prinsessan Alice av Bourbon-Parma (1849–1935), dotter till hertig Karl III av Parma.
Barn:
- Leopold Ferdinand Salvator av Österrike (1868–1935), avsade sig sina titlar den 29 december 1902 och antog namnet Leopold Wölfling. Han gifte sig tre gånger.
- Luise av Österrike-Toscana (1870–1947) gift med Fredrik August III av Sachsen (skilda 1903)
- Joseph Ferdinand (1872–1942). Gift med 1) Rosa Kaltenbrunner,  2) Gertrud Tomanek. Båda giftena var morganatiska.
- Peter Ferdinand av Österrike (1874–1948). Gift med Maria Christina av Bourbon-Bägge Sicilierna.
- Heinrich Ferdinand Salvator (1878–1969). Generalmajor i österrikiska armén. Gift morganatiskt med Maria Ludescher.
- Anna Maria Theresia (1879–1961). Gift med Johannes av Hohenlohe-Bartenstein.
- Margareta (1881–1965) ogift
- Germana (1884–1955) ogift
- Robert Ferdinand Salvator (1885–1895)
- Agnes Maria (1891–1895)